# Windy Hills
Windy Hills är en inkorporerad ort i Jefferson County i Kentucky. Vid 2020 års folkräkning hade Windy Hills 2 427 invånare.